# Okta
Okta (en macédonien Окта АД, code MBID : OKTA) est une entreprise de traitement d'hydrocarbures de la Macédoine du Nord. Elle possède notamment l'unique raffinerie de pétrole du pays, située à Bouykovtsi, dans la municipalité d'Ilinden, non loin de la capitale du pays, Skopje. Cette entreprise, l'une des plus importantes de Macédoine du Nord, fut fondée en 1980 en tant qu'entreprise d'État et fut rachetée par le groupe grec Hellenic Petroleum en 1999 (Okta passa définitivement sous son contrôle en 2004).  Elle entre dans la composition du MBID, un indice de la Bourse macédonienne.
L'entreprise employait 863 personnes en 2008 et produit de l'essence, du diesel, du fioul et du GPL. La raffinerie a une production annuelle de 2,5 millions de tonnes (soit 50 000 barils par jour) et une capacité de stockage de 250 000 mètres cubes. La production couvre 90 % de la demande macédonienne et 80 % de celle du Kosovo. Des parts significatives sont aussi exportées vers la Serbie et l'Albanie.
Hellenic Petroleum a fait construire en 2002 un oléoduc long de 230 km, qui relie la raffinerie d'Ilinden au port grec de Thessalonique. D'autres oléoducs sont prévus, ils devraient relier la raffinerie à Pristina, au Kosovo, ainsi qu'au sud de la Serbie.